# Грејнум (Алберта)
Грејнум (енгл. Granum) је малена варошица у југозападном делу канадске провинције Алберте, у оквиру статистичке регије Јужна Алберта. Налази се западно од града Летбриџа, на раскрсници локалних путева 2 и 519. 
Насеље је смештено на месту где прерија прелази у подгорину Стеновитих планина, на надморској висини од 995 метара. Даље ка западу је превој и градић Кроуснест Пас преко којег прелазе важне саобраћајнице које повезују Алберту са Британском Колумбијом.
Према подацима пописа становништва из 2011. у варошици је живело свега 447 становника у 220 домаћинстава, што је за 7,7% више у односу на 415 житеља колико је регистровано приликом пописа 2006. године. По броју становника Грејнум је убедљиво најмање насеље са статусом вароши у провинцији Алберта.

## Становништво
| 2006. | 2011. |
| ----- | ----- |
| 415   | 447   |